# Чемпионат мира по настольному теннису среди команд 2004
Чемпионат мира по настольному теннису среди команд 2004 года (полное официальное название «Liebherr 2004 World Team Table Tennis Championships») прошёл с 1 марта по 7 марта 2004 года в Доха, Катар. Это был 47-й по счету Чемпионат мира по настольному теннису.

## Медали

### Медалисты
| Разряд          | Золото                                                              | Серебро                                                                                     | Бронза                                                                               |
| --------------- | ------------------------------------------------------------------- | ------------------------------------------------------------------------------------------- | ------------------------------------------------------------------------------------ |
| Мужская команда | Китай · Ван Лицинь · Ван Хао · Кун Линхуэй · Ма Линь · Liu Guozheng | Германия · Тимо Болль · Кристиан Зюсс · Йёрг Росскопф · Жолтан Фехер-Коннерт · Torben Wosik | Республика Корея · Чу Се Хёк · Kim Jung-Hoon · Ким Тхэк Су · Oh Sang-Eun · Ю Сын Мин |
| Женская команда | Китай · Ван Нань · Го Юэ · Ню Цзяньфэн · Чжан Инин · Li Ju          | Гонконг · Лау Суйфэй · Song Ah Sim · Zhang Rui · Те Я На · Юй Кхуок Сэ                      | Япония · Ай Фудзинума · Ай Фукухара · Саяка Хирано · Naoko Taniguchi · Aya Umemura   |

### Медальный зачёт
| Место | Страна           | Золото | Серебро | Бронза | Всего |
| ----- | ---------------- | ------ | ------- | ------ | ----- |
| 1     | Китай            | 2      | 0       | 0      | 2     |
| 2-3   | Германия         | 0      | 1       | 0      | 1     |
| 2-3   | Гонконг          | 0      | 1       | 0      | 1     |
| 4-5   | Республика Корея | 0      | 0       | 1      | 1     |
| 4-5   | Япония           | 0      | 0       | 1      | 1     |
| Всего | Всего            | 2      | 2       | 2      | 6     |